# Richmond (Colúmbia Britânica)
Richmond é uma cidade da província canadense de Colúmbia Britânica, e parte da zona metropolitana de Vancouver. Localizada ao sul de Vancouver e Burnaby, a oeste de New Westminster, ao norte de Delta e a leste do Estreito de Geórgia, Richmond possui uma população de 174.461 habitantes (2006).

## Geografia
A cidade contém a maioria das ilhas do delta do rio Fraser. A maior delas é a ilha Lulu, seguida da ilha do Mar, onde está localizado o Aeroporto Internacional de Vancouver. Além das duas, outras treze ilhas menores formam a área terrena de Richmond. Estando localizada em ilhas dum delta de rio, a cidade possui um solo rico para a agricultura, sendo uma das primeiras áreas da Colúmbia Britânica a conter fazendas, ainda no século XIX. Em contrapartida, por estar muito próxima ao nível do mar, a probabilidade de enchentes é grande, principalmente nas épocas de maré alta. Por consequência, todas as grandes ilhas estão atualmente cercadas por um sistema de diques. Há a possibilidade dum terremoto ocasionar a ruptura dos diques, e outro risco é uma cheia demasiada do rio Fraser.

## Clima
Richmond possui um clima temperado, com 30% menos chuva que a vizinha Vancouver, por não estar tão perto das montanhas. Raramente neva no inverno, mas nos meses mais frios é comum o aparecimento de neblina.

## Demografia
De acordo com dados de 2006, a cidade possui 174.461 habitantes, fazendo parte do Distrito Regional de Metro Vancouver.
Mais da metade da população é descendente de asiáticos, que imigraram no começo da década de 1990, de regiões como Hong Kong, Taiwan e China continental. Richmond possui dois dos maiores templos budistas da América do Norte.
De acordo com a Statistics Canada, os habitantes da cidade possuem a maior expectativa de vida do Canadá, com 83,4 anos, e as menores taxas de obesidade e fumo.

## Economia
Estima-se em torno de cem mil empregos na cidade, em áreas como serviços, varejo, turismo, serviços de aeroporto e aviação, agricultura, pescaria e governo. Richmond é também um centro de tecnologia de ponta, incluindo empresas como MacDonald Dettwiler (comunicacoes e tecnologia de vigilancia) e a Nintendo (games) do Canadá. Em setembro de 2007, a Microsoft abriu um escritório na cidade para o desenvolvimento de software, empregando trabalhadores de alto nível de todo o mundo.

## Transporte

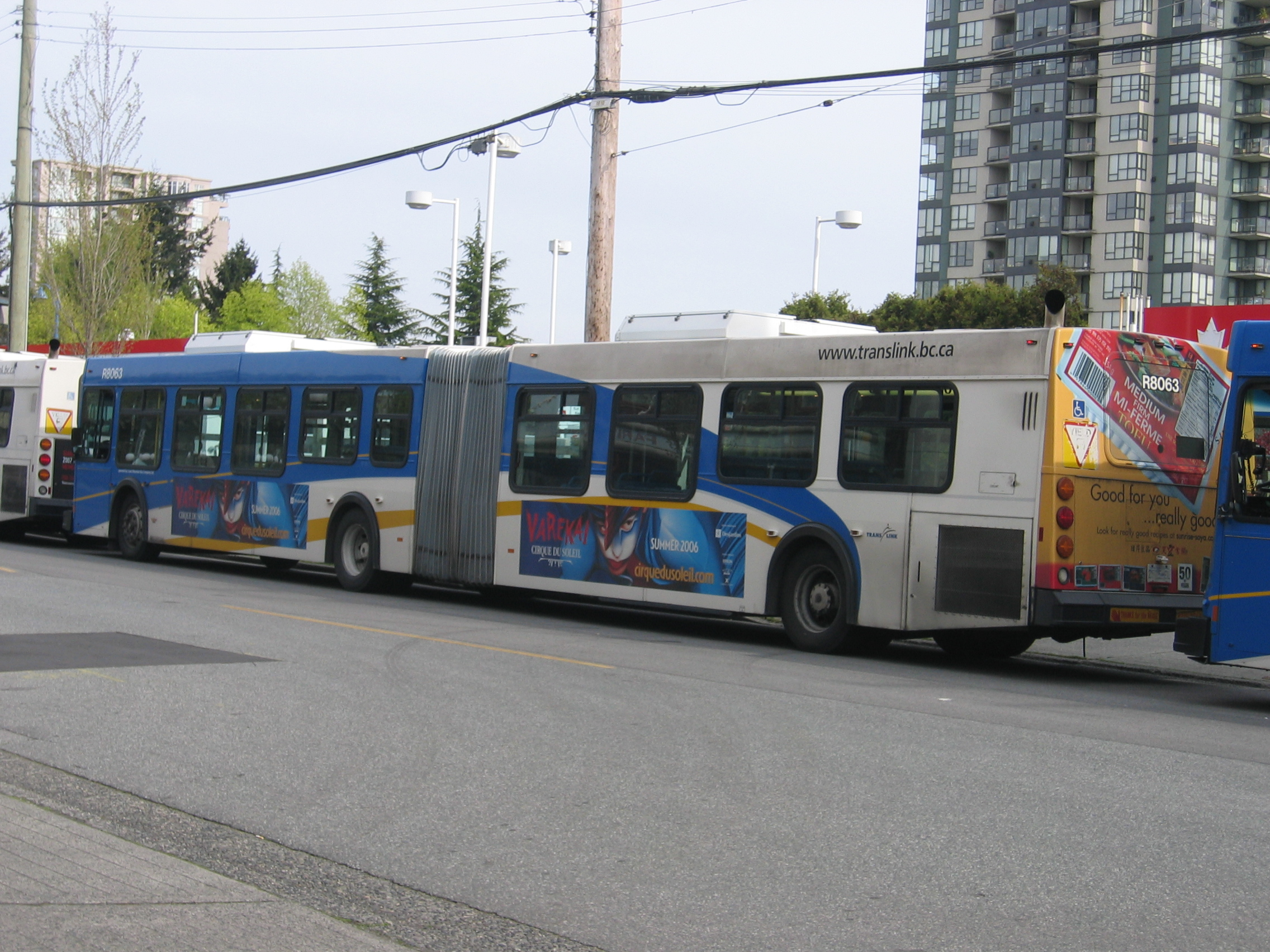
Um ônibus do sistema de transporte de Richmond

Richmond é conectada por um sistema de pontes e túneis a Vancouver e Delta, e através do subúrbio de Queensborough à parte principal de New Westminster.
Três pontes conectam a ilha Lulu à ilha do Mar e ao Aeroporto Internacional de Vancouver; uma delas conecta a ilha do Mar e o aeroporto a Vancounver; as outras duas conectam a ilha Lulu a Vancouver. Outra ponte conecta Queensborough a New Westminster; uma ponte conecta Queensborough à ilha Annacis em Delta; uma ponte conecta Richmond à ilha Annacis; e um túnel subaquático conecta Richmond a Delta.
Richmond é servida por duas autoestradas: a Highway 99, que conecta Vancouver aos Estados Unidos, e a Highway 91, que conecta Delta, New Westminster e Richmond.